# Janja Garnbret
Janja Garnbret (Šmartno pri Slovenj Gradcu, 12 marzo 1999) è un'arrampicatrice slovena. Pratica le competizioni di difficoltà, boulder e speed, l'arrampicata in falesia e il bouldering.

## Biografia
Nel 2019 ha dominato la Coppa del mondo Boulder risolvendo 74 problemi su 78 e vincendo tutti gli eventi in stagione: Meiringen, Mosca, Chongqing, Wujiang, Monaco e Vail.
Ai Giochi olimpici di Tokyo 2020 Garnbret vince la medaglia d'oro nella combinata. La slovena, dopo un 5º posto nella speed, si classifica 1ª sia nel boulder che nella prova di lead, chiudendo con un punteggio totale di 5.00 punti. Alla successiva edizione di Parigi 2024 vince ancora l'oro nella specialità che unisce boulder e lead, con un totale di 168,5 punti.

## Palmarès
- Giochi olimpici

Tokyo 2020: oro nella combinata.
Parigi 2024: oro nel boulder e lead.
- Campionato del mondo di arrampicata

Parigi 2016: oro nel lead.
Innsbruck 2018: oro nel boulder e nella combinata, argento nel lead.
Hachiōji 2019: oro nel lead, nel boulder e nella combinata.
Berna 2023: oro nel boulder e nella combinata, argento nel lead.
- Campionato europeo di arrampicata

Chamonix 2015: argento nel lead.
Monaco di Baviera 2017: oro nella combinata, argento nel boulder.
Monaco di Baviera 2022: oro nel lead, nel boulder e nella combinata.
- Giochi mondiali

Breslavia 2017: argento nel lead.